# Самійличівська сільська рада
Самійличівська сільська рада — сільська рада в Шацькому районі Волинської області (Україна) з адміністративним центром у селі Самійличі.

## Загальні відомості
Водоймища на території, підпорядкованій даній раді: річка Прип'ять, озеро Олишно.

## Населені пункти
Сільській раді підпорядковані населені пункти:
- с. Самійличі
- с. Пехи
- с. Положеве
- с. Хомичі

## Населення
Згідно з переписом УРСР 1989 року чисельність наявного населення сільської ради становила 931 особа, з яких 431 чоловік та 500 жінок.
За переписом населення України 2001 року в сільській раді мешкали 1002 особи.

### Мова
Розподіл населення за рідною мовою за даними перепису 2001 року:
| Мова       | Відсоток |
| ---------- | -------- |
| українська | 99,80 %  |
| російська  | 0,20 %   |

## Склад ради
Рада складається з 16 депутатів та голови.

### Керівний склад ради
| ПІБ                         | Основні відомості                                                                                  | Дата обрання | Дата звільнення |
| --------------------------- | -------------------------------------------------------------------------------------------------- | ------------ | --------------- |
| Кусько Олександр Сергійович | Сільський голова, 1964 року народження, освіта, член Всеукраїнського об'єднання «Батьківщина»      | 26.03.2006   | 31.10.2010      |
| Кусько Олександр Сергійович | Сільський голова, 1964 року народження, освіта вища, член Всеукраїнського об'єднання «Батьківщина» | 31.10.2010   | 08.04.2014      |
| Кусько Олександр Сергійович | Сільський голова, 1964 року народження, освіта вища, безпартійний                                  | 14.12.2014   |                 |

Примітка: таблиця складена за даними джерела